# Kurt App
Kurt App (* 1952 in Pforzheim) ist ein deutscher Objektkünstler.
App beschäftigte sich seit 1969 mit Holzblasinstrumenten, darunter vor allem mit Saxophonen. Er sammelte auch Erfahrungen im Musikinstrumentenbau und spielte Free Jazz in verschiedenen Formationen. Von 1974 bis 1976 studierte er Mathematik und Physik, danach war er wieder als Musiker in verschiedenen experimentellen Gruppen, ab 1980 auch künstlerisch als Maler tätig. 1985 schloss er sich der Gruppe Raum-Musik für Saxophone (RMFS) an, die aus bis zu zehn Saxophonisten bestand und improvisierte Musik mit Raumbezügen darbot. Seit 1993 spielte er im Trio App, Georgen, Reger auch experimentelle Musik mit Elektroinstallationsrohren. Apps Arbeitsschwerpunkt liegt seit 1995 auf Klanginstallationen, wobei er oft mit Kristof Georgen zusammenarbeitet. App lebt in Stuttgart und war von 2001 bis 2005 Dozent an der Freien Kunstakademie Nürtingen.

## Ausstellungen und Aktionen
- 2002 sprechen - Klanginstallation für Ausstellung Freiwillige Selbstauskunft, Württembergischer Kunstverein Stuttgart mit Kristof Georgen
- 2003 Künstlerhaus Ulm
- 2006 Audiovisuelle Performance für Ausstellung  Alltag, ungewohnt, Kunstverein Nürtingen
- 2007 Klanginstallation für Ausstellung Kunst bewegt 2007, Künstlerbund Baden-Württemberg
- 2008 Zweiter Preis im Künstlerwettbewerb zur Landesgartenschau Neu-Ulm
- 2009 Auftakt — Klang und Ton in der Gegenwartskunst Museum Villa Rot (Beteiligung)